# ヤン・ウェンリー
ヤン・ウェンリー（Yang Wen-li）は、田中芳樹のSF小説（スペース・オペラ）『銀河英雄伝説』の自由惑星同盟側の主人公。
作中での呼称は「ヤン」。名前は作中で「E式表記」と称される姓名順であり、ヤンは名字である。漢字表記は作中には登場しない（中国語表記はもっぱら「楊威利」あるいは「楊文里」とされる）。

## 概要
同盟側の主人公であり、民主共和制の理念を第一とする共和主義者の青年将校。帝国側の主人公ラインハルトと並ぶ作中屈指の軍事の天才であり、士官学校を卒業したばかりの21歳の時に任地の惑星エル・ファシルで活躍したため、「エル・ファシルの英雄」や、その後のイゼルローン要塞攻略戦において味方の犠牲を一人も出さずに、要塞攻略に成功した為、「魔術師ヤン（ヤン・ザ・マジシャン）」「奇蹟のヤン（ミラクルヤン）」と呼称される。しかし、本人は歴史家を志して軍人となることを望まず、普段の態度はおよそ軍人らしからぬ怠惰な性格をしており上官からの印象が悪い。本編開始以前の外伝では幕僚として勤務の描写が多く、本編開始時点では29歳の准将で、第2艦隊次席幕僚の地位にあった。
物語序盤のアスターテ会戦において上官である艦隊司令が負傷したことで全権を委譲され、敗北状態から一矢報いて全滅は防ぐ。この功績で新設された第13艦隊、通称ヤン艦隊の艦隊司令に任命された上に、事実上の半個艦隊で難攻不落のイゼルローン要塞を味方の犠牲は一切なく占領してしまい、瞬く間に同盟側の英雄として称揚されるようになる。ヤンとしてはラインハルトの手腕を認め、イゼルローン奪取による同盟優勢での平衡状態を築くことを望んでいたが、選挙対策を目的とした腐敗した同盟政府や、軍上層部の政治劇などに翻弄されることとなる。理不尽な展開にも、あくまで民主共和制の軍人として振る舞い無敗を重ねるが、結果的にラインハルト率いる帝国に同盟自体は蹂躙されていく。同盟滅亡後も民主共和制の理念を守るために、合流したエル・ファシル革命政府の軍事部門のリーダーとして強大な帝国軍と戦い、回廊の戦いを経てついに目標であった和解の道を開くも、その矢先に地球教のテロに逢い、暗殺される（第8巻）。その後、その意思は被後見者のユリアンに引き継がれる。

## 外見

### 容姿・容貌
東洋系の容貌。原作小説において「体格は中肉中背、容姿は実年齢より2 - 3歳若く見え、軍人というよりは学者のような印象を受ける。頭髪はおさまりの悪い黒髪」、「（フレデリカ・グリーンヒル等）見る人によってはハンサムに見えなくも無い」「ごくありきたりのハンサム」といった表現が作品中に見える。
道原かつみのコミック版では美男子の部類に設定されている。らいとすたっふ監修『全艦出撃!!』第2巻に収録された道原かつみのコメント「なぜヤンがハンサムになったか」には、「『黄金の翼』を執筆する時点で、道原はヤンをハンサムには設定していなかった。しかし、周囲の様々な意見もしくは非難によって徐々にキャラクターを改修していった」という内容の記述がある。また、コミック版『黄金の翼』あとがきには「原作者である田中芳樹をモデルにしようとしたら、担当編集者及び田中芳樹本人から猛反対を受けた」との記述もある。
原作小説では、表情を隠すなどの理由でサングラスを使う描写がある。道原かつみによる漫画版では、軟弱に見えるヤンがサングラスを使用すると格好よく見えるため、ヤンを賞賛する報道ではサングラス姿が流されるという演出がなされている。

### 身長・体重
OVA版の外伝「螺旋迷宮」で示された身分証明書によると、21歳の時点で身長172cm、体重65kg。原作においては明確な記述はないが、フェザーン脱出時のユリアン・ミンツの身長に関する記述に「身長は176cmに達しヤンと並んでしまった」とある。

## 略歴

### 生い立ち
宇宙暦767年4月4日生まれ。5歳の時に実母であるカトリーヌ・ルクレール・ヤンが死亡。星間交易船の船長であった父ヤン・タイロンと共に幼少期の多くの時間を宇宙で過ごし、宇宙船内で欠損家庭という環境の中で育った（なお、中国語版のヤン・タイロンには「楊泰隆」という字が当てられている）。その際、タイロンの言動に息子に対する情愛や将来に対する配慮が欠落していると感じた親類とタイロンとの間ですれ違いが生じ、息子を奪われると危機感を抱いたタイロンにより誘拐された。その頃はまだ、本気で心配する親類がいた。
早くから歴史研究家になることを志しており、商売人になることを薦める父親を説得して歴史研究のために大学進学をすることを認めてもらった。しかし、その直後に父親が事故死し、更に父親の蒐集していた美術品のほとんどが贋作と鑑定されたため実質的な遺産がなく、無一文になってしまい、学費の捻出ができなくなってしまう。
なお、タイロンと共に星間交易船で宇宙を巡っていたこの当時、「悪たれのボリス・キッド」ことボリス・コーネフと知り合って意気投合しており、これがきっかけで互いに成人して以降は協力関係を結ぶことになる。一方、藤崎版ではフェザーンの設定が原作小説と大きく異なり、多くの人々にとってはおとぎ話のような存在で、フェザーン本星やフェザーン回廊の在り処もフェザーン人以外には知られていないとされているが、劇中でも少年時代のヤンとボリスとの間に交流があったのは同じで、2人が別れるに際してボリスはヤンに自分がフェザーン人だと明かし、なおかつ「勝手に人には話してはいけない、男の約束」として、フェザーン回廊の自由惑星同盟側出口の座標を教えている。この時の出来事が原因で、ヤンは銀河帝国正統政府を受け入れた自由惑星同盟に対してラインハルト率いる銀河帝国軍が侵攻を行うにあたり、「フェザーンは実在し、かつラインハルトはフェザーン回廊を突き止めてそこから同盟領内へと攻め込んでくる」との考えを抱き、その上でユリアンにボリスとの件を含めて説明し、先の座標を元にフェザーン回廊を見つけるよう託している。

### 士官学校時代
16歳の時、無料で歴史を学べるという理由から、本来は他学科に入学できなかった者が入る学科である、同盟軍士官学校戦史研究科に入学。しかし、在学中に戦史研究科の廃止が決定、学科の存続に向けて運動したものの結局廃止される。フェアではないと直談判もしたが、退学すれば学費を返還せねばならないこともあり、ヤンは戦略研究科に転科せざるを得なかった。
エリートコースである戦略研究科に転科させられたのは、最優等生であるマルコム・ワイドボーンとの戦闘シミュレーションにおいて勝利したことが影響している。このころから既に当時の士官学校校長であったシドニー・シトレはヤンの素質に対して一定の評価をしていた。

### 統合作戦本部に任官
787年に士官学校を卒業し、少尉として統合作戦本部記録統計室に任官する。志望動機が上述の通りであり、10年勤め上げたら退役して退役軍人年金を貰うことしか考えておらず、勤務態度は勤勉とは言えず「ごくつぶしのヤン」「無駄飯食いのヤン」などと呼ばれ評価は芳しいものではなかった。しかし、宇宙暦788年（21歳/中尉）、惑星エル・ファシルから300万人の民間人を救出したことから評価が急転、少佐に昇進し、更に「エル・ファシルの英雄」と賞賛されて世の注目を浴びることとなった。なお、この時、救出した民間人の中に当時14歳で、後に自身の副官・妻になるフレデリカ・グリーンヒルがいる。
その後も退役し歴史研究家になるという本人の意志とは裏腹に最前線において武勲を重ね軍人として栄達を重ねる。ブルース・アッシュビー提督の謀殺疑惑についての調査、参事官として赴任した惑星エコニアの騒乱を経て、宇宙暦789年3月1日付で士官学校時代の教官であるシトレ中将が指揮を執る第8艦隊に作戦参謀として配属される。宇宙暦792年5月にはシトレ大将、士官学校卒業後に砲術士官として同艦隊に配属されたアッテンボローと共に第5次イゼルローン攻防戦に参戦している。同年7月頃に中佐に昇進。その後しばらくの軍歴は不明だが、ユリアン・ミンツを引き取った際には大佐に昇進していた。宇宙暦794年3月時点では宇宙艦隊総参謀長ドワイト・グリーンヒル大将の元で作戦参謀を務めており、ヴァンフリート星域の会戦、第6次イゼルローン攻防戦に参戦し、いくつかの作戦案を立案している。

### 作戦参謀として昇進
勤務態度は悪く「むだ飯食いのヤン」、「非常勤参謀」などと呼ばれていたが、第6次イゼルローン攻防戦では同盟軍を悩ませていたラインハルトの艦隊を撃退し、また撤退作戦案を立案するなど知略の冴えを見せて准将に昇進した。その後、パエッタ中将の第2艦隊に次席幕僚として配属され宇宙暦795年にはレグニツァ上空遭遇戦、第4次ティアマト会戦に参戦した。
宇宙暦796年、アスターテの会戦で負傷した艦隊司令官パエッタの後を受けて第2艦隊を指揮、初めてラインハルトと砲火を交え、その奇策で艦隊を全滅の危機から救った。なお、劇場アニメ版「わが征くは星の大海」では、先んじて第4次ティアマト会戦において両者が対峙し、初めて互いの存在を意識している。

### 司令官としての功績
アスターテ会戦より帰還後、政府及び軍部の思惑で少将に昇進、アスターテの残存兵力に新兵を加えて新たに編成された第13艦隊の初代司令官に任ぜられる。その規模は6400隻・将兵70万人で通常の1個艦隊のほぼ半分であり、半個艦隊と称された。また、この時にフレデリカ・グリーンヒルを副官に得た。
同年5月14日、第13艦隊の最初の任務で、難攻不落といわれたイゼルローン要塞を術策によって陥落させ、中将に昇進。第13艦隊も第2艦隊の残存兵力が加わり1個艦隊として再編成される。この功績から、「魔術師ヤン」「奇跡のヤン」と評されるようになった。
同年行われた「同盟軍の帝国領侵攻」で第5艦隊と共に帰還を果たして大将に昇進、「イゼルローン要塞司令官・兼・イゼルローン駐留艦隊司令官・同盟軍最高幕僚会議議員」という身分を得てイゼルローン要塞に赴任する。
宇宙暦797年の救国軍事会議のクーデターでは各地の反乱を鎮めながらハイネセンへと進攻し、同年5月18日のドーリア星域会戦でルグランジュ率いる第11艦隊を撃破、8月にはハイネセンの「アルテミスの首飾り」を破壊して軍事会議メンバーの戦意を挫きクーデターを鎮圧する。
宇宙暦798年のガイエスブルク要塞侵攻による第8次イゼルローン攻防戦では直前にフェザーンの讒言を容れた同盟政府及び軍上層部の一部によって反乱の嫌疑を抱かれ、ハイネセンに召還され非公式の査問会にかけられる。この対応に嫌気が差して本気で軍を辞めるべく辞表を認めるが、最も効果的に提出する機会を狙うという悪癖により好機を逸してしまい、ガイエスブルク要塞来襲の報をうけた同盟政府の発した防衛命令を受けてイゼルローンに戻る。戦場では特攻を仕掛けるガイエスブルク要塞を破壊し、司令官のカール・グスタフ・ケンプを戦死させる。

### 元帥昇進～停戦受諾
宇宙暦799年、「ラグナロック作戦」の過程でイゼルローン要塞を放棄しハイネセンに帰還した時点で同盟軍史上最年少の元帥に昇進、同時に戦略・戦術面の自由な裁量を国防委員長のアイランズから保証され、艦隊を再編成して出動、様々な術策を駆使してカール・ロベルト・シュタインメッツ、ヘルムート・レンネンカンプ、アウグスト・ザムエル・ワーレンといった帝国艦隊を相手に次々に勝利し、バーミリオン星域会戦でもラインハルト・フォン・ローエングラムとナイトハルト・ミュラーを相手に圧倒的に優勢に戦いを進めた。
しかし、ラインハルトの旗艦ブリュンヒルトを射程に収めたところでヒルダの提言を受けたミッタマイヤー・ロイエンタールの両提督率いる帝国軍艦隊に脅迫された同盟政府の発した戦闘停止命令並びに無条件降伏の通達を受け、シェーンコップら一部幕僚の攻撃続行の意見具申をも却下して戦闘を停止した。戦闘を継続していればラインハルトを討ち取れる可能性もあったが、ヤンは戦闘停止の命令を受け入れることが民主主義の精神にかなっていると信じて、戦闘停止の命令を受け入れたのである。

### 停戦後～テロ襲撃により死亡
停戦後に行われたラインハルトとの会談で「帝国元帥の座」を用意して引き抜こうとした新皇帝ラインハルトの誘いを謝絶し、5月25日にバーラトの和約が締結されると退役、一市民として生きる道を選ぶ。6月には副官であったフレデリカ・グリーンヒルと結婚した。
7月、オーベルシュタインとレンネンカンプの策謀により扇動された同盟政府に暗殺されかけるが、ヤン艦隊の仲間に救出され、逆にジョアン・レベロとレンネンカンプを拉致して同盟政府と交渉し、25日にハイネセンを脱出、一時的に身を隠す。同年12月、エル・ファシル独立政府に身を寄せ、革命軍を組織してイゼルローン要塞を奪還。なお、藤崎版ではレンネンカンプの意に反したレベロにより保護されるものの、レンネンカンプの部下の襲撃を受けてヤン艦隊の仲間に救出され、レンネンカンプを拉致してハイネセンを脱出する。
宇宙暦800年の「回廊の戦い」でアーダルベルト・フォン・ファーレンハイト、カール・ロベルト・シュタインメッツを戦死させる等、着実な戦果を挙げて皇帝ラインハルトより会見の為の一時講和を引き出す。その会談に向かう途上、地球教徒のテロリストに襲撃され、6月1日午前2時55分、ビーム銃による銃撃で左大腿部の動脈を損傷し出血多量を起こし死亡。33歳没。

## 能力
戦場における卓絶した心理学者であり、魔術と評される自在の戦術を弄した。ただし、戦術に溺れることなく戦術的勝利で戦略的不利を覆すことが出来ないとよくわきまえていた。寡兵で大軍に勝利することを繰り返しながらもそれを邪道と自覚し、あくまで戦の本道は敵より多数の戦力を準備することと、それを支える兵站を整えることが重要であると深く理解していた。そのために本質的には戦略家であったとされるが具体的実績は示しておらず、その評価はあくまでも「後年の史家」による推測に留まる。敵手であるラインハルトの作戦をその優れた戦略眼で先読みしたことはあるが、同盟軍での地位と立場に制約されてその戦略能力を活かす機会を与えられず、後には自身が戦局を左右する機会を得てもシビリアン・コントロールの原則を墨守して自ら活用することなく終わった。
軍歴で挙げた武勲・戦歴に比して士官学校時代はごく平凡な成績であった。戦史や戦略、戦術などの得意分野で高い成績を収めたが、興味のない分野では可能な限り手を抜いていたことによる。査問会において開示された士官学校時代の成績表によれば、「戦史」98点、「戦略論概説」94点、「戦術分析演習」92点に対し、「戦闘艇操縦実技」と「機関工学演習」が59点、「射撃実技」は58点である。士官学校は一科目でも赤点（55点以下）を取れば退学であったため、一時は卒業も危ぶまれたらしい。卒業時の席次は4840名中1909番であり、キャゼルヌはこれを「中の下」、ユリアンは「中の上」と評した。その後も頭脳に対して身体的にはなまり切っており、自身「銃を持ったとしてそれが当たると思うかい?」、キャゼルヌは「ヤンは首から下は役立たず」などと述べている。ただしノイエ版では、自動車の運転技術については人並み以上のものを持っており、アスターテ会戦の慰霊祭においてトリューニヒトに抗議したジェシカを自分の車に乗せて逃げる途中、憂国騎士団が大型トラックで襲ってきた際には巧みなハンドルさばきで難を逃れている（ただしトラックでの襲撃自体は短時間で終わっており、後にヤンの官舎が襲撃された時とは違って、この時点での憂国騎士団にはヤンへの敵意はあっても殺意は無かった模様）。
才覚の片鱗を最初に示したのは、士官学校の戦略・戦術の授業でシミュレーションで学年首席だったマルコム・ワイドボーンに勝利した時である。敵の補給線を分断して継戦能力を損ない自滅を待つという合理的だが「軍事ロマンチシズムに反する」戦法を採用したため、戦闘そのものでは優位だったワイドボーンは自分の負けを認めなかった。ただし、戦略・戦術において補給は最重要視すべき要素の一つであり、戦略研究科に転科を命じた教官の発言からも教官側はワイドボーンの主張を受け入れず、ヤンは間違いなく勝利したと判定された。なお、藤崎版においてはヤンがワイドボーンに勝利した場には当時士官学校の校長であったシトレがおり、シトレはヤンの勝利を認める一方で「補給を断てば誰でも勝てるから、今後はこの戦法は使用禁止とする」と発言しており、この戦法自体がシミュレーションにおいては絶対的な必勝の戦法である分、士官教育上良くないと思われている描写がある。
具体的に軍隊において最初にその才覚を表したのは、宇宙暦788年の惑星エル・ファシルでの民間人救出時である。当時は中尉だったが、この功績によって少佐に昇進した。なお、生者に二階級特進は無いという不文律から、9月19日10時25分に大尉への昇進辞令を、同日16時30分に少佐への昇進辞令を受領した。生涯で最も短い期間が大尉、最も長い期間が少佐とされている。また、この功績は同盟軍の宣伝により世間に広く知られ「エル・ファシルの英雄」と讃えられる事となったが、敢えて英雄を祭り上げる裏には民間人の保護を放棄したリンチ少将ら同盟軍の失態を隠す面もある。
帝国側の主人公であるラインハルト・フォン・ローエングラムがヤンの存在と能力を認識したのは、原作小説ではアスターテ会戦。アニメでは劇場版第一作で描かれた第四次ティアマト会戦の時である。これ以降、ラインハルトはヤンを注視し、第13艦隊の司令官に就任した時点でもその才華が軽んずるべきものでは無いという意味の懸念をキルヒアイスに告げている。この懸念は的中し、ラインハルトはヤンとの直接的な戦いで遂に勝利することが出来ず、配下の将帥もことごとく敗退。更には、ケンプ、ファーレンハイトやシュタインメッツなどの重臣を喪った。
なお、藤崎版ではラインハルトがヤンの事を知ったのは原作小説よりもずっと早く、まだミューゼルの姓を名乗っていた貴族幼年学校の上級生であった時である。ヤンがエル・ファシルで民間人の救出に成功した件をキルヒアイスに教えられたことでラインハルトはヤンの名を知るが、この当時の認識は「民間人の救出という貧乏くじを引かされたヤン・ウェンリーという男は、エル・ファシルの民間人以上に帝国軍を恐れて逃亡したリンチ少将の思惑を見抜いて、彼を囮にして脱出行をやってのけた凄い奴」というものであった。その後、艦隊を率いる将官へと昇進したラインハルトは、第6次イゼルローン攻防戦の前哨戦でヤンに手の内を読まれて窮地に陥ったり、レグニッツアの戦いで同盟軍第2艦隊を罠にかけて全滅させようとするも、ヤンに狙いを悟られて旗艦パトロクロスを含む少数の敵に逃げられる形で完全勝利を逃すことになったが、この時点では「敵の中にただ者じゃない奴がいる」と察する程度で、相手がヤンその人だとはっきり意識して注視するようになったのは原作小説と同じくアスターテ会戦である。
帝国上層部がヤンの存在を重視するようになったのは、当時は半個艦隊だった第13艦隊がイゼルローン要塞を無血占領した時である。それ以前のアスターテ会戦での功績等は上層部でもラインハルトが元帥に就任した時の雑談で噂になっていたが、この時点で具体的な対応がなされたという記述は無い。
バーラトの和約以後は、その軍事的才覚と市民からの人気は同盟上層部にとっては不安材料となり、ヤンの蠢動を口実とする帝国からの介入を恐れる同盟政府が具体的に抹殺の挙に出たためにハイネセン脱出を余儀なくされる。後に身を寄せたエル・ファシル独立政府からも全面的な信頼を寄せられることはなく、イゼルローンの再奪取作戦においては直接指揮を執ることを認められなかった。しかし、これは後輩であり部下であるアッテンボローを後方から督戦させる経験を積ませる意味もあったので一概に不本意でもなかったようである。
後世の人間からは、ヤンは同盟軍の宇宙艦隊司令長官や最高司令官の地位にあったと誤解されているが、同盟軍在籍時代はそのような地位にはついておらず、最終的にはイゼルローン要塞司令官及び駐留艦隊司令官のままであった。後にエル・ファシル革命政府に合流した際は「革命予備軍最高司令官」の地位を与えられたが、その肩書きに実質的意味があったかどうかは疑問である。またヤンのイメージとして後方で全軍を統括・指揮する軍師のようにも言われるが、実際は前線で陣頭指揮を取ることが大半で後方から指揮を取ったのは上記のイゼルローン再奪取作戦がほぼ唯一の例であり、戦略家としての活動は救国軍事会議のクーデターの危険を上官であるビュコックに示唆したことや「神々の黄昏作戦」時の帝国軍のフェザーン侵攻を予見する意見具申をした程度に留まる。帝国軍の「ラグナロック（神々の黄昏）作戦」以降は実質上全軍を指揮し得る権限を与えられたが、その時は既に同盟軍の過半以上が失われ、後方から督戦するほどの艦艇もヤンに代わるような有能な前線司令官も存在せず、ヤンは最前線で戦わざるを得なかった。「ウランフとボロディンが生きていればもっと楽ができた」と両名の戦死を惜しんでいる。また、ミュラーと言葉を交わした際、ヤンはミュラーが同盟に生まれていたら自身は昼寝をしていられたのにとぼやいている。ヤンが戦場で指揮した艦艇は最大でも3万隻に及ばず、数だけで言えばラインハルトやキルヒアイスはおろかロイエンタールやミッターマイヤーよりも少ない。ラインハルトなどからはヤンに数個艦隊を指揮させたらどれだけのことが出来るのかと言われた。
ラインハルト・フォン・ローエングラムの「常勝」に対し、ヤンは「不敗」と評される。現に、アスターテ会戦など敗北が確定してから敗残処理の任にあたったケースでも自軍を崩壊させずに撤収しており、最初から彼が指揮した戦闘においてはバーミリオン星域会戦を例外として一度も敗れたことは無い。そのバーミリオン星域会戦においてもラインハルトとミュラーを戦術的には圧倒し、同盟政府の戦闘停止の命令を容れて停戦こそしたが「戦場では勝っていた」とされる。ただし、ヤン自身は戦術より戦略を重視する立場から、自身の方が敗北したと自覚していた。最終的に不敗のまま、テロリズムに倒れて生涯を終えた。
戦場においては卓越した心理的洞察を示したが、自分自身の政治的な立場や私生活での対人関係においては、そうした洞察力が及ばず、極めて鈍感な側面を見せている。クーデター時におけるドーソン大将の妬みの対象になっていることをキャゼルヌに指摘されたが、面識が無いのに妬まれようがないと発言して彼とユリアンに呆れられた。また、生来の物ぐさな性質から異なる価値観を持つ人々に対し、自身の思考を理解させ説得するということに消極的である。レグニツァでまだお互いに名前を知る前のラインハルトの意図を看破しパエッタに訴えたが、積極性に欠如し途中で引き下がってしまった（ただし藤崎版では、自分はパエッタに嫌われているから進言しても受け入れてもらえないと判断し、ラップに進言してもらうことで間接的に説得するのに成功している）。
それに加え、自身の社会的・政治的立場についてひどく無頓着で、保身にも全く配慮を見せないという不用心な面があり、キャゼルヌがユリアンに相談するほどだった。その結果、同盟の政治家トリューニヒトに疎まれるのはもとより、ついにはレベロからも疎まれ、帝国のレンネンカンプにも疑惑を抱かれている。その点で政治的資質は完全に欠けていたとされている。
ヤン死後の第2次ランテマリオ会戦で苦戦するロイエンタールは、「ヤン・ウェンリーがいかに苦心したか、ようやくわかったような気がする。その真の偉大さもな」と独語で評価した。

## 人柄
本来は歴史研究家志望で、権力者や戦争・軍に対する嫌悪と軍人としての自身の存在に懐疑を抱き続け、「矛盾の人」と評されるが、「自由と民主共和制」の存在価値についてはこれを重視し後世にその萌芽を残す。
安定した人格と包容力の持ち主ではあったが、怠惰で毒舌家であり嫌いな人間に対しては極端に意固地で、「温和な表情で辛辣な台詞を吐く」とも言われた。軍を嫌悪しつつも立派な人物へは敵味方を問わず敬意を払っていた。敵将への尊敬と礼節は常に心がけ、殊にラインハルトやその配下の提督たちへの賞賛は惜しんでいない。
部下を深く信頼する人物である。自身は司令官としての作戦能力は卓越していたが、自身の能力の及ばない分野についてはその専門を担う部下に大幅な権限を託していた。一方でキャゼルヌ、シェーンコップ、ポプランらヤン艦隊の毒舌家メンバーらともフランクな会話を交わすなど気さくな人柄で人望と包容力があった。更に、帝国側の提督達からさえも一目置かれ、ある種の敬意を持たれている。特にヒルダは、バーミリオン会戦での一件やハイネセンから脱出した後の勢力分析をみてもヤンの人柄を的確に見抜いていた。
反面、当時の同盟政府、特にトリューニヒト派からは戦争を賛美する思想に反対し、政権への服従心や忠誠心が乏しいことから危険分子扱いされた。最後には非トリューニヒト派の代表格であったレベロにまで疎まれ、同盟からの脱出を余儀なくされた。
事有る毎に退役後の「年金」を気にする発言を行っており、作者の田中芳樹はそれを指して「問題児」と称していた。ただし、金銭や名誉・地位への執着は全く無い。むしろ金銭や名誉・地位を得るための「勤勉」を忌避していた。
母が亡くなってからは欠損家庭で育ち、父を事故で失ってからは家族はなく、トラバース法で引き合わされたユリアン・ミンツとの2人暮しであった。義理とはいえ父と息子であり、2人の絆は固く結ばれていた。自身が軍人になりたくなかったのでユリアンの軍人志望をなんとか翻させたくて説得するもユリアンの決意は固く、それでも彼が努力した結果として功績が認められたら褒めることを忘れなかった。ユリアンに対する想いは深く、2作目の劇場版『新たなる戦いの序曲（オーヴァチュア）』で自身が搭乗していた旗艦が損傷して死傷者が多数出た際、負傷して担架で運ばれる年若い兵士がたまたまユリアンに似た髪の色と髪質だったことで、いるはずの無いユリアンの姿が重なり愕然となるも別人だとわかってホッとするシーンがある。
また原作ではペットというものを忌避する発言をしている。OVA版・藤崎竜による漫画版ではユリアンが連れて来た仔猫を「元帥」と命名して飼い、任地にも連れている。後に副官であったフレデリカ・グリーンヒルと結婚する。フレデリカに対しては赴任してきた後、割と早くから好意を抱いていたようだが、軍人として敵味方を含め多くの人間を死に至らしめている自身が家庭的な幸せを得ることへの違和感や罪悪感、2人の年齢差がその想いを伝えることを躊躇させていた。バーミリオン会戦を前に死を覚悟していたことに背中を押されて想いを打ち明け、その際にフレデリカから自分の両親も年齢差があったことも告げられた。
女性関係については同じく同盟軍の英雄であったリン・パオやブルース・アッシュビーに比べればはるかに淡泊であったが、部下であるポプランやシェーンコップの女性関係についても寛容であり、この点はラインハルトと共通している。
副官であり後に妻となったフレデリカ以外には、学生時代にジェシカ・エドワーズに対して好意を寄せている様子が見られる。士官学校卒業後（外伝「螺旋迷宮」）ではラップとジェシカは恋仲になっている様子で、ジェシカはヤンに対して「私もあなたの親友のつもりよ」と告げている。OVA版の描写では、親友のラップがジェシカに想いを寄せていると察して肝心のジェシカ自身の心を確認せずに自ら身を引いたが、ジェシカの方は身を引いたヤンに惑いを感じていた描写もある。ラップの死後、あるいは失恋して以後もジェシカに思慕を寄せていたようで、ユリアンはフレデリカに目を向けた方が建設的ではないかと感じていた（外伝「ユリアンのイゼルローン日記」）。
大の紅茶党であり、特にブランデー入りの紅茶を好んでいた。一方でコーヒーは嫌いで「泥水」と呼ぶなど極端な発言も口にしている。バーミリオン会戦後のラインハルトとの会談の時にエミールが持ってきたコーヒーには口をつけ、使われた豆の品質と淹れた人間の手腕の双方の高さに気づいているが、アニメ版では口にした際に一瞬顔をしかめる描写がある。またエル・ファシルでの撤収作戦においてサンドイッチを喉に詰まらせた時にフレデリカが差し出したコーヒーを飲んでいるが、直後に「紅茶の方が良かった」と本気ともつかない軽口を叩いている。他方で酒も好み、ブランデー入りの紅茶は時に「紅茶入りのブランデー」になっていたこともある。風邪を引いた時にユリアンがホット・パンチを作った時にワインの分量を多くするように頼んだり、酒類に関する支出は時が経つにつれて（首都星ハイネセンから前線基地であるイゼルローン要塞に引っ越したことにより、物価が上昇しているという面があるが、その物価上昇率以上に）増えているとユリアンに指摘されるエピソードもある。
作中世界に登場するボードゲーム「三次元チェス」が趣味だが、その腕前は「下の中」程度。作中でパトリチェフやブルームハルト、スールには勝てるが、キャゼルヌとは良くて互角、ユリアンやフレデリカにはまるで歯が立たないエピソードが登場する。本人の卓越した用兵術とは矛盾するようであるが、ユリアンはチェスの最中にも別のことを考えているようだと弁護している。
家事、日常生活に関しては全く頓着せず、ユリアンが養子としてヤン宅に訪れるまでは文字通りゴミに埋もれて生活していた。藤崎版ではユリアンが初めてヤン家に来た時、ゴミ袋の山をドアから放出してユリアンを驚かせた。それ以降、ヤンが結婚するまで家事一般はユリアンが担当していた。キャゼルヌやユリアンらから「生活無能力者」等と評され自身も自嘲してそう言うこともある。ユリアンがフェザーンへ行った際は寝坊しないかといった次元の心配をされていたが、本人は全く意に介していない。道原版ではユリアンの心配が的中したことが描かれた。ただし、金銭的感覚については父親の死によって無一文になった際に士官学校という進路を見つけて糊口をしのいだこと、ユリアンの将来のために貯金をしたこと、フレデリカとの新婚生活において減額された年金の範囲内で生活設計するなど必要最低限のものは備えており、決して生活が完全破綻するほど酷い訳ではない。しかし、普段から「小遣い足りてるか？」と聞いて足りなかったら貯金カードを渡し、そのことを忘れるというずぼらな側面があったため、ユリアンがフェザーン駐在武官として旅立つ前にカードを渡した、フェザーンの5大銀行の1つ「北極星銀行」にユリアン名義で開設したばかりの口座に、ヤンの半年分の給料に当たる金額を振り込んでいたことを知ったユリアンは、仰天して返そうとした。
指揮を執る際は「指揮デスクの上で胡坐をかく」「立てひざで座る」という「行儀の悪い」姿勢を好む。第8次イゼルローン攻防戦においては衝撃で一度デスクから落ちても再び指揮デスクに上って座り直しており、そのスタンスは徹底されている。これは味方の将兵を安心させるために意図的に行うこともあった。
テロリズムについて「歴史を変えることはできない」とかなり嫌悪感を込めた否定的発言を行っているが、一方で「停滞させることはできる」として脅威として捉えていた。自身が地球教団のテロによって倒れたことは作中の「後世の歴史家」によって歴史の皮肉として語られている。ヤンの死によって歴史が変わったかどうか、もしヤンが死なずにラインハルトとの会見が実現した場合、和平が成立したのか、あるいは決裂して最終決戦に至ったのかについては後世の歴史家の間でも意見が分かれている。ただし、当然のことながらヤンの意志としては和平成立が望みであり、後にユリアンがそれを実現させている。一方でヤンを暗殺した地球教団の意図としては和平阻止が目的であり、これによって「歴史が変わった」のであれば教団にとって皮肉な結果だったことになる。
ラインハルトはヤン死亡の報に接して、これを伝えたヒルダが目の前にいるにもかかわらず取り乱し感情を激発させている。バーミリオン会戦後の対面時に勧誘したこととヤンの死を知った時の様子から、ラインハルトがヤンに対して単なる敵将にとどまらない思い入れを感じていることがうかがえる。同様に他の帝国軍幕僚も「自分達を油断させるための罠では無いか」と疑いを持ち、ヤンの死を容易に受け容れることが出来なかった。これは同時に復讐する機会を永遠に失ったことに対する怒りに近かった。なお、人格面におけるヤンとラインハルトの共通点としては私生活が質素であること、バグダッシュやフェルナーなど図々しく悪びれない人間に対する寛容などが挙げられる。ジョークについてのセンスを欠く点も共通している。一度ヤンがラッツェル大佐に披露した自作のジョークは、技巧の度が過ぎてウイットにもなっておらず、笑えないものであった。ただし、ラインハルトはユーモアのセンスそのものが貧弱であるのに対し、ヤンは表現力に問題があるだけという違いはある。また、ラインハルトほど極端ではないが、凡人の心理を理解出来ない一面があった。
死後もヤン・ウェンリーの名は共和主義者の英雄として祭り上げられ、そのカリスマは彼の遺志を継いだユリアンらによって生前のヤン、そしてユリアンにとっても不本意ながらイゼルローン共和政府の権威の拠り所として活用されてゆくことになる。
『銀河英雄伝説』が歴史小説の体裁を採っているため、一方の主人公であるラインハルトと同じく「後世の歴史家」の彼に対する評価が多々存在する。功績の偉大さのため、ハロー効果により人格までも神格化され「休んでいる時にもその脳裏では策略を練っていた」など明らかに過大評価されることがある一方、一部の歴史家からは「彼の無用な抵抗によりラインハルトの統一が遅れ、歴史に不必要の混乱と出血を招いた」として厳しい評価も下されている。また、本人が民主主義に対して多大な期待を寄せている一方、自分自身がトップに立って民主主義を擁護しようとはせず、あくまで「第二人者」以下の立場に固執しようとする姿勢を「覚悟が不十分であった」と批判されることも多い。ただし、ヤン本人はその種の批判に対し、「半数が味方になってくれれば大したものさ」と意に介した様子はなかった。また、選挙の投票日に酔い潰れて投票し損なうといった一個人・市民としての政治的義務さえ放棄してしまうような、本人は大いに恥じていたものの不真面目な面も見せている。
銀河英雄伝説の元作となった未完作・未公表作「銀河のチェス・ゲーム」序章の登場人物でもあり、その為人は旧作の静かで忍耐強く高潔な人格者から、銀河英雄伝説では年金がどうのこうのいう問題児に改められ、それでは女性読者にもてないだろうと美人の副官がつけられたとされる。

## 座乗艦
- 第2艦隊旗艦「パトロクロス」（准将：第2艦隊次席幕僚として乗艦）
本伝1巻序盤（アスターテ会戦）、外伝「星を砕く者」（第4次ティアマト会戦）
- 旗艦「ヒューベリオン」
本伝1巻～5巻（帝国領進攻〜バーミリオン星域会戦）。
- 戦艦「ユリシーズ」
本伝6巻～8巻（メルカッツ独立艦隊との合流後〜回廊の戦い）。
- 巡航艦「レダII号」
本伝3巻、「第8次イゼルローン攻防戦（ガイエスブルク要塞戦）」において、ハイネセンへの出頭時と増援部隊を率いてイゼルローン要塞に戻り、イゼルローン回廊で戦闘指揮を執る時。
本伝6巻～7巻、惑星ハイネセン脱出から、旧ダヤン・ハーン基地でのメルカッツ独立艦隊との合流まで。この時ヤンは無位無官の民間人となって2月弱で、他に脱出直前までは確実に現役だった将官らが同乗していたが、ヤンが最高指導者として遇された。
本伝8巻、皇帝ラインハルトとの会談に向かう時の乗艦にも使用され、結果としてヤンの死場所となった。
- 巡洋艦「カルデア66号」
外伝「ユリアンのイゼルローン日記」（捕虜交換に伴うハイネセン出張からのイゼルローン要塞帰投時に便乗）。
- 旗艦「ヘクトル」（少佐：宇宙艦隊司令長官シトレ元帥の副官として乗艦）
外伝「黄金の翼」（第5次イゼルローン要塞攻防戦）。

### 石黒監督版OVAオリジナルの座乗艦
- エル・ファシル星域警備艦隊旗艦「グメイヤ」（中尉：警備艦隊幕僚として乗艦）
外伝「螺旋迷宮」（エル・ファシルの戦い）
- 宇宙艦隊総旗艦「アイアース」（大佐：宇宙艦隊総参謀長グリーンヒル大将直属の作戦参謀として乗艦）
外伝『千億の星、千億の光』（ヴァンフリート会戦〜第6次イゼルローン要塞攻防戦）

最初に旗艦とした戦艦ヒューベリオンは、ヤン艦隊の象徴として敵味方に広く知れ渡っていた。また、アムリッツァ会戦後、最新鋭の旗艦級戦艦トリグラフが配備されたときもヤンは旗艦を移動せず、アッテンボローの分艦隊旗艦にしてしまった。本人曰く「（見た目が美しい）あの艦（トリグラフ）は乗るより見ているほうがいい」らしきことを言ったようだが、ユリアンは実際は旗艦の変更が面倒だっただけではないか、と考察している。

## モデル
物語を一部解説する役目を担っており、作者の田中芳樹に最も近い意見を提示する役でもある。
ヤン・ウェンリーについては、三国志の人物である諸葛亮がモデルではないかという意見がある。ただし、原作者の田中芳樹自身はヤンには特定のモデルは存在しないと明言している。また田中の中国歴史小説『奔流』の主人公陳慶之は、天才的戦術を駆使しながら、自らの戦闘技量は極めて低いという点などがヤンと似ていると指摘があるが、田中が陳慶之の存在を知ったのは銀河英雄伝説の執筆後であり、モデルではない。
巻末の解説やインタビュー等で田中本人がモデルではないかと何人かの識者が述べているが、本人は否定している。なお漫画版のヤンは、作者の道原かつみ自身が、若き日の田中芳樹本人をモデルにしているとコメントしている。

## 演じた人物
アニメ
- 富山敬 （OVA第一期〜第三期、劇場版アニメ2作）
  - 富山はインタビューにおいて「（ヤンは）大変ラフな役柄であったため、とても楽にやらせてもらっていました」と述べている。また、富山自身が戦中派として苦労してきたことから、ヤンの戦争を嫌う一面について「やはりほっとしました。そんなところにヤンの人間性を感じるんですね」と評している。
  - 富山が病に倒れたのは、OVA第三期でヤンの死を演じてまもなくであった（第3期最終回でユリアンに話しかけるシーンが富山の最後の出番）。
富山の死後、ヤンの死後を描いた第四期（原作第9〜10巻）が製作され、回想や、ユリアンの中でヤンが呼び掛けるシーンなど、富山が担当する予定の箇所が存在したが、この時点では代役が見つからず、ナレーションやユリアンのモノローグで処理されている。
プロデューサーの田原正利は自身のwebで、富山が生きていれば第三期以降も出演を依頼した事、また音響処理で富山の声に相当する音声を合成出来る可能性を模索したが、技術的な問題や富山への礼儀上の問題などからこの方法を使用しなかった事を述べている。

- 郷田ほづみ（OVA外伝「千億の星・千億の光」、「螺旋迷宮」、「第三次ティアマト会戦・前編」）
  - 富山の死後に製作された外伝から担当。銀河英雄伝説は基本的に一人の声優が2人以上のキャラクターを演じない方針で製作されたが、登場人物が極めて多数にのぼったため、この時点で主だった男性声優はほとんど全て出演済みであった。郷田はこの当時声優としての活動空白期からキャリアを再開した頃で銀河英雄伝説への出演もなく、それが起用につながった。
スタッフの間では郷田が演じるヤンは富山の代役ではなく「若き日のヤン」として別にキャスティングしていると解釈されており、後に本伝の時系列に当たる『ユリアンのイゼルローン日記』が朗読化された際にはヤンの台詞は郷田による録音は行われずOVA第4期と同じくユリアンのモノローグで処理されている。

- 原康義（劇場版「黄金の翼」）
- 鈴村健一（Die Neue These）
  - Die Neue These監督の多田俊介はヤンと言えば富山敬の声が頭に浮かんでくる中で、「富山さんではないけど、ヤンがそこに居るぞ」と思えたのが鈴村だったと述べている。また鈴村はOVA外伝「螺旋迷宮」にも無名の兵士役で出演している。

舞台
- 河村隆一（舞台「銀河英雄伝説 第二章 自由惑星同盟篇」、2012年上演）
- 田中圭（舞台「銀河英雄伝説　初陣 もうひとつの敵」、2013年上演）
- 小早川俊輔（舞台「銀河英雄伝説 Die Neue These」、2018年上演）

銀河英雄伝説@TAKARAZUKA
- 緒月遠麻（2012年本公演、2013年博多座公演）
- 凛城きら（2012年新人公演）